# Sudan i olympiska sommarspelen 2024
Sudan deltog med en trupp på fyra idrottare vid de olympiska sommarspelen 2024 i Paris som hölls mellan den 24 juli och 11 augusti 2024. Det var 14:e sommar-OS som Sudan deltog vid. Ingen av landets deltagare erövrade någon medalj.

## Friidrott
Förkortningar
- Notera– Placeringar avser endast det specifika heatet.
- Q = Tog sig vidare till nästa omgång
- q = Tog sig vidare till nästa omgång som den snabbaste förloraren eller, i teknikgrenarna, genom placering utan att nå kvalgränsen
- i.u. = Omgången fanns inte i grenen
- Bye = Idrottaren behövde inte tävla i omgången

Gång- och löpgrenar
| Idrottare      | Gren              | Final        | Final     |
| Idrottare      | Gren              | Tid          | Placering |
| -------------- | ----------------- | ------------ | --------- |
| Yaseen Abdalla | Herrarnas maraton | 2:11.41 0NR0 | 33        |

## Rodd
| Idrottare     | Gren                    | Heat    | Heat      | Återkval | Återkval  | Kvartsfinaler | Kvartsfinaler | Semifinaler | Semifinaler | Final   | Final     |
| Idrottare     | Gren                    | Tid     | Placering | Tid      | Placering | Tid           | Placering     | Tid         | Placering   | Tid     | Placering |
| ------------- | ----------------------- | ------- | --------- | -------- | --------- | ------------- | ------------- | ----------- | ----------- | ------- | --------- |
| Abdalla Ahmed | Herrarnas singelsculler | 7.46,45 | 6 R       | 7.55,79  | 5 SE/F    | —             | —             | 8.10,68     | 5 FF        | 7.38,51 | 33        |

Teckenförklaring: FA= A-final (medalj); FB=B-final (ingen medalj); FC= C-final (ingen medalj); FD= D-final (ingen medalj); FE=E-final (ingen medalj); FF=F-final (ingen medalj); SA/B=Semifinal A/B; SC/D=Semifinal C/D; SE/F=Semifinal E/F; QF=Kvartsfinal; R=Återkval

## Simning
| Idrottare      | Gren                    | Heat    | Heat      | Semifinal        | Semifinal        | Final            | Final            |
| Idrottare      | Gren                    | Tid     | Placering | Tid              | Placering        | Tid              | Placering        |
| -------------- | ----------------------- | ------- | --------- | ---------------- | ---------------- | ---------------- | ---------------- |
| Ziyad Saleem   | Herrarnas 200 m ryggsim | 2.01,44 | 27        | Gick inte vidare | Gick inte vidare | Gick inte vidare | Gick inte vidare |
| Rana Saadeldin | Damernas 100 m frisim   | 1.04,72 | 29        | Gick inte vidare | Gick inte vidare | Gick inte vidare | Gick inte vidare |